# Sphaerodactylus armstrongi
Sphaerodactylus armstrongi este o specie de șopârle din genul Sphaerodactylus, familia Gekkonidae, descrisă de Mary Noble și Hassler 1933.

## Subspecii
Această specie cuprinde următoarele subspecii:
- S. a. hypsinephes
- S. a. armstrongi